# づぼらや
づぼらやは、かつて大阪市の新世界と道頓堀に店舗を構えていたふぐ料理の専門店。運営会社は、松田興産株式会社。

## 概要

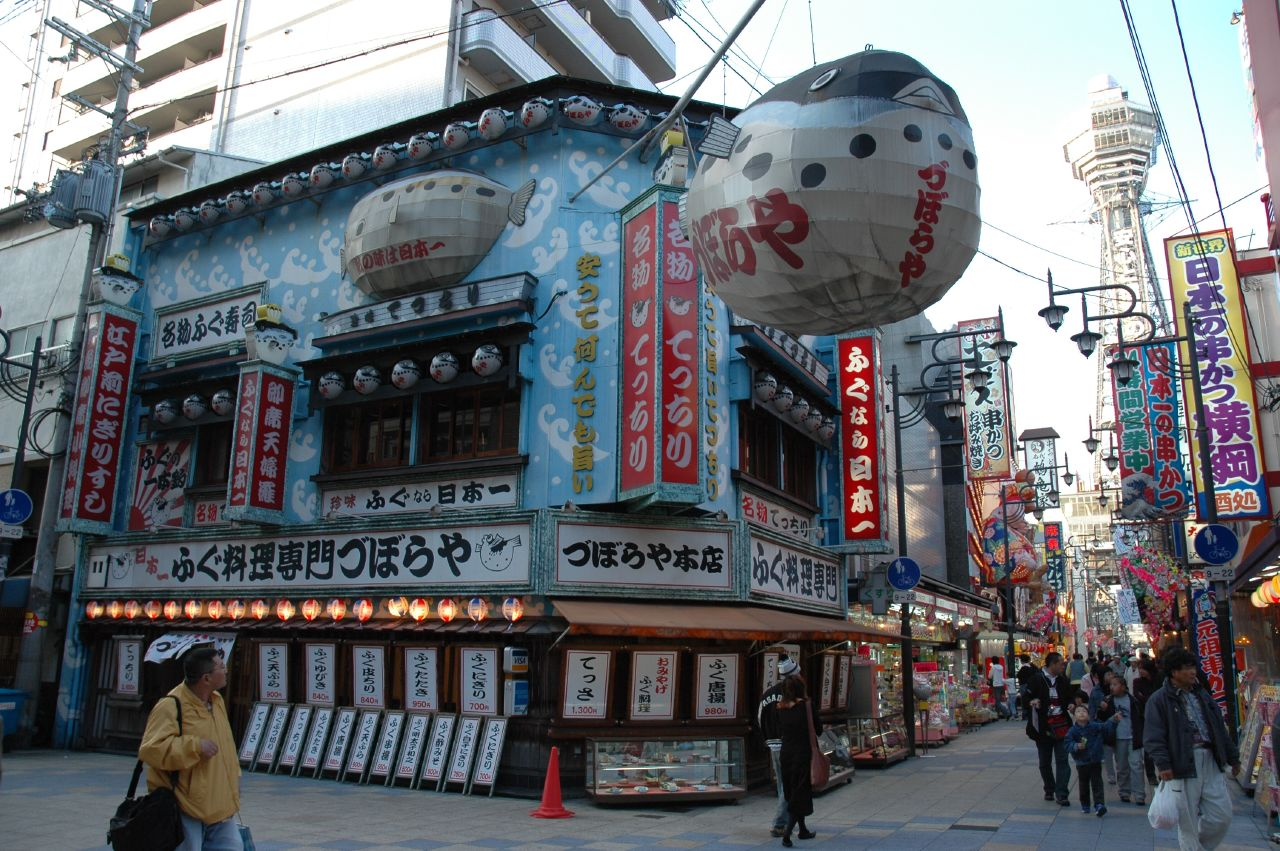
づぼらや本店

店頭のふぐ提灯（ちょうちん）

1920年（大正9年）松田夫婦の創業の老舗で、ふぐ外食企業として著名であった。
古くは芦屋雁之助が歌う広告曲で知られ、比較的安価で「てっちり」や「てっさ」など、ふぐ料理を味わえた。
旭食品（八尾市）が製造する「旭ポンズ」も、づぼらやの味を参考にしたと言われる。
2020年（令和2年）6月11日、新世界本店と道頓堀店の閉店を決めたことを公表した。両店舗は新型コロナウイルス感染症による緊急事態宣言の影響で同年4月8日以降は休業しており、当初は6月15日の再開を目指していた。しかし、その間も厳しい経営環境に置かれていたうえ、休業による影響などの様々な事情から、休業状態のまま9月15日をもって閉店した。

### 巨大看板
新世界・道頓堀両店舗とも、店頭に巨大なトラフグの提灯を掲げており、大阪府大阪市中央区にある「中座くいだおれビル」の「くいだおれ太郎」、かに道楽の「カニ」などとともに、大阪では著名な看板のひとつとして知られていた。
なお、提灯が大阪市の屋外広告物の基準に抵触しているとして、2011年6月に市の建設局が店の運営会社に対して、提灯を撤去するよう指導していたことが2020年6月に明らかとなった。大阪市長の松井一郎はづぼらやの閉店についてコメントした際に「（市としては）完全に黙認してきた。看板は安全な形で維持されており、市としても見過ごしてきた」と釈明した上で、「（ふぐの提灯は）大阪の名物看板。安全性を担保できるのであれば、オブジェとして残せる形を考えていきたい」と語り、事業者や地元などで適切に管理する条件付きで、看板以外の扱いで引き続き提灯を維持する考えを示している。
提灯は閉店に先駆けて、2020年9月3日未明に撤去され、「皆様お元気で ほな! さいなら」と書かれた垂れ幕が掲示された。提灯を巡っては、同じ新世界のレジャー施設である「スパワールド」の運営会社が引き取ることを希望しているが、づぼらやは提灯の今後について、大阪市内の倉庫にて保管していくとしており、「どこかにお譲りする話はしていない」と否定している。